# Joane Gadou
Pour les articles homonymes, voir Gadou.
Joane Gadou, né le 17 janvier 2007 à Aubervilliers (France), est un footballeur français évoluant au poste de défenseur central au RB Salzbourg.

## Carrière

### En club
Paris Saint-Germain (2020-2024)
Le 4 janvier 2024, il est convoqué pour la première fois en équipe première du Paris Saint-Germain (PSG) pour préparer un match de Coupe de France contre l'US Revel (en). Le 1er mars 2024, il fait sa première apparition sur le banc du PSG en Ligue 1 à l'occasion d'un match à l'extérieur contre l'AS Monaco (0-0),. Le 5 mars 2024, il est de nouveau sur le banc du PSG lors du huitième de finale de Ligue des champions victorieux contre la Real Sociedad (1-2),.Refusant de signer un contrat pro, le jeune défenseur de 17 ans a souhaité un transfert dès 2024 pour ne pas partir libre l’été prochain. Une opération qui rapporte 10 M€ au PSG. Il quitte donc officiellement le club le 3 septembre 2024.

#### RB Salzbourg (depuis 2024)
Il rejoint le RB Salzbourg pour un contrat jusqu'en 2027.